# Cloaque (anatomie)
Pour les articles homonymes, voir Cloaque.

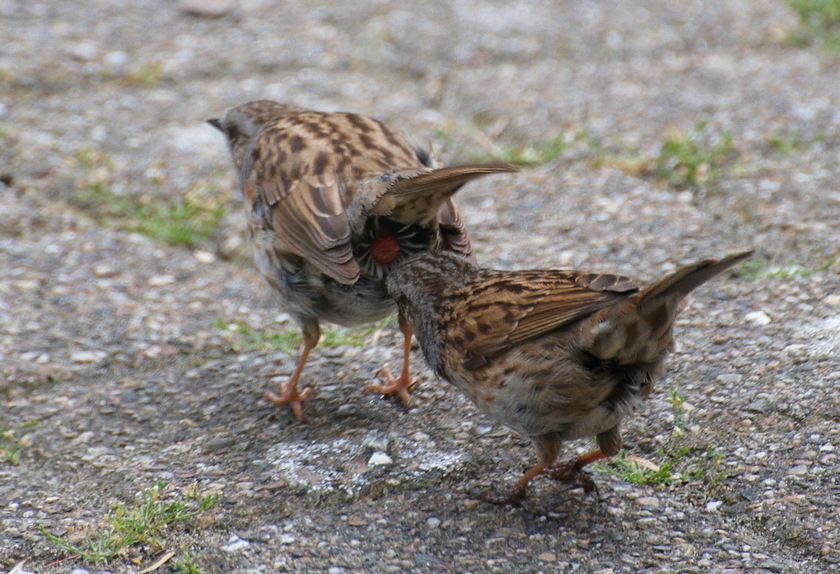
Vue externe du cloaque d'un accenteur mouchet.

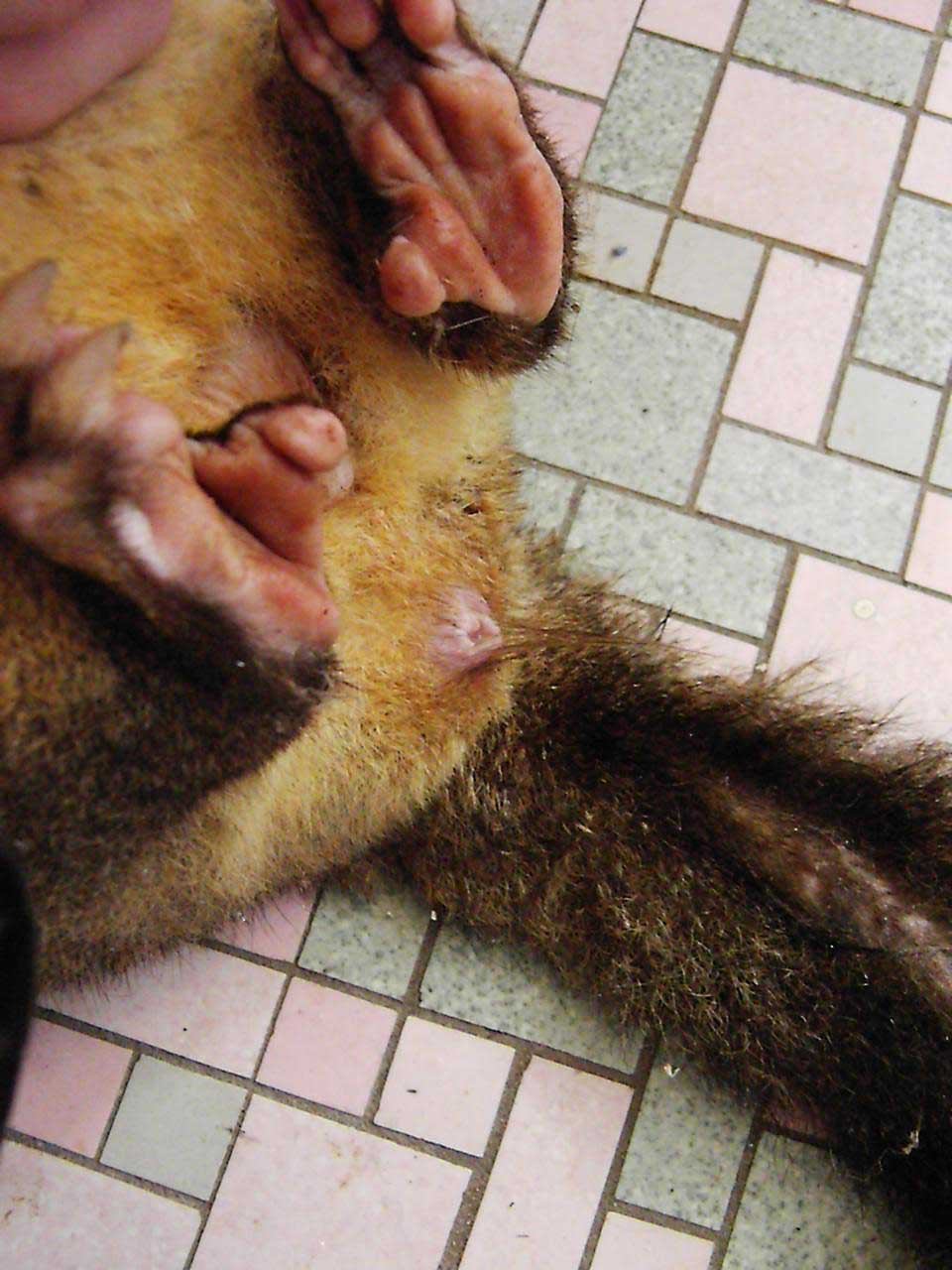
Cloaque d'un mammifère, le Phalanger-renard.

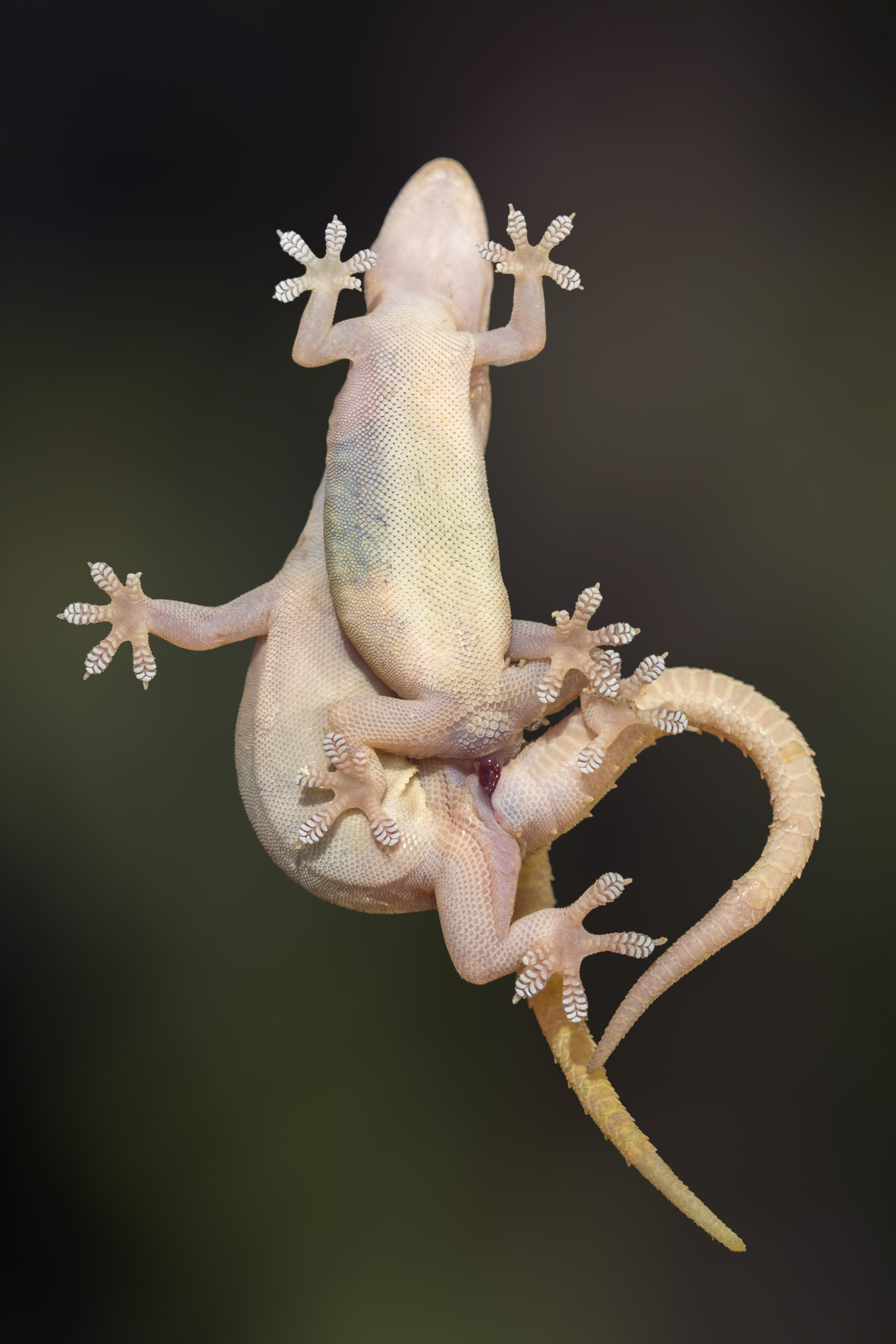
Accouplement dHemidactylus frenatus (Geckos d'Asie), vue ventrale avec hémipénis inséré dans la fente cloacale.

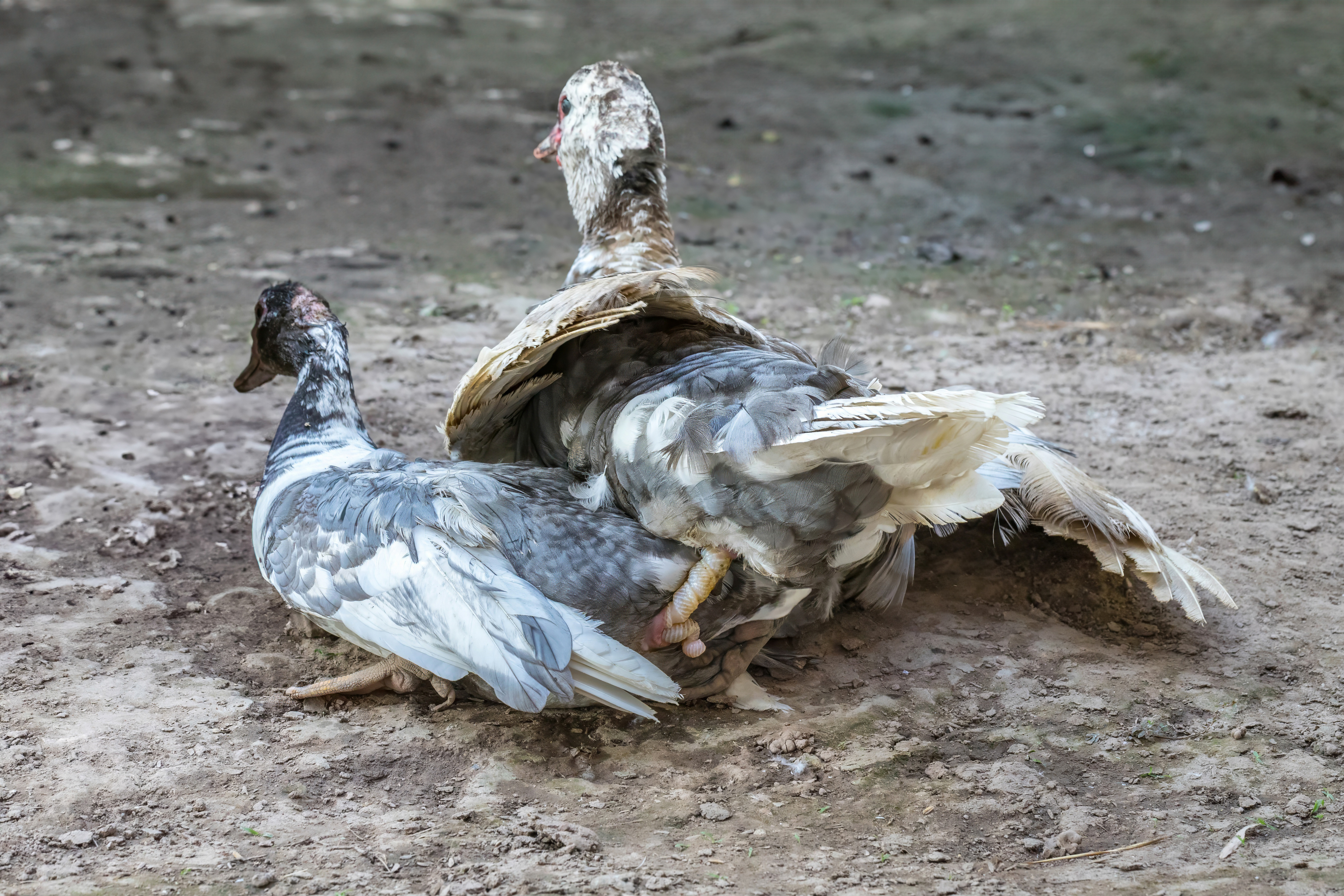
Penis d'un canard introduit dans le cloaque d'une femelle.

Le cloaque /klɔ.ak/ est un organe en forme de canal présent chez les oiseaux, les reptiles, les amphibiens et certains mammifères (monotrèmes, marsupiaux et Chrysochloridae). Chez les oiseaux, il est situé sous le croupion et associé à un système glandulaire (glande uropygienne). Chez les reptiles et amphibiens, il est situé sous la queue, plus ou moins visible selon les espèces.

## Anatomie
Chez l'oiseau, le côlon débouche sur la première partie du cloaque, le coprodeum qui stocke provisoirement les fèces grâce à sa forme d'ampoule. Les deux uretères ou l’oviducte débouchent dans l’urodeum. 

## Fonctions du cloaque
C'est un organe à multiples fonctions :
- il permet la sortie des œufs ;
- il permet d'évacuer les urines ;
- il permet d'évacuer les fèces ;
- c'est aussi un orifice génital permettant la reproduction.

Certains animaux ont une capacité de modification post-rénale de l'urine. Ce phénomène semble rare chez les tétrapodes, mais beaucoup de tortues semi-aquatiques possèdent une paire d'évagination du cloaque dites vessies cloacales  (cloacal bursae pour les anglophones) et, chez certaines tortues terrestres, la vessie est parfois surdimensionnée (fait remarqué chez la tortue géante indienne, et noté dès 1676 par Claude Perrault lors de ses dissections d'Anatomie comparée). En 1799, l'anatomiste anglais Robert Townson dit avoir constaté qu'une tortue déshydratée est capable d'absorber de l'eau par l'anus (capacité non confirmée par des expériences récentes avec la tortue Trachemys scripta), suggérant que le cloaque pourrait jouer un rôle dans l'économie de l'eau chez les tortues semi-aquatiques, comme il avait antérieurement suggéré que la vessie des grenouilles et des crapauds avait un rôle de réservoir d'eau. On a ensuite montré que la vessie était aussi pour les tortues de milieux arides un lieu de stockage provisoire de déchets azotés et d'ions K+. Plusieurs espèces de chéloniens ayant  mené une vie semi-terrestre ou semi-aquatique ont des vessies supplémentaires débouchant dans le cloaque. Certains estiment aussi que ces vessies cloacales pourraient aussi avoir une fonction respiratoire en mode de vie aquatique,, et de contrôle de la flottabilité(un peu comme la vessie natatoire des poissons).
Chez certaines espèces sans vessie d'oiseaux et de reptiles, le côlon et le cloaque sont les organes (les seuls, au demeurant) où l'eau et certains ions peuvent être récupérés à partir de l'urine sécrétée par le rein (urine toujours pâteuse car riche en cristaux d'urates, se mélangeant aux excréments avant leur rejet). Ce mécanisme de déshydratation urinaire et fécale peut être précieux pour les animaux vivant dans les zones sèches, désertiques ou salées. L'« osmorégulation cloacale » est cependant un phénomène encore mal compris,.

## Rôle dans la reproduction aviaire
La plupart des espèces d'oiseaux n'ont pas de phallus, mais chez celles qui en ont, il est au repos placé dans un organe appelé Proctodeum qui débouche sur le cloaque. Chez les espèces sans phallus, avant la reproduction, le sperme venant des canaux déférents est stocké dans la seminal glomera qui se situe dans la protubérance cloacale. Les femelles disposent également (dans l’urodeum) d'un organe nommé « tubules spermatiques » qui permet de stocker les spermatozoïdes.

## Épidémiologie, écoépidémiologie
Les oiseaux sont naturellement souvent porteurs ou hôtes (réservoir ou intermédiaire) de divers microbes et endoparasites. Des prélèvements cloacaux permettent d'échantillonner une partie de ces pathogènes et de contribuer ainsi à la surveillance (au monitoring, monitorage) écoépidémiologique.

## Chez les mammifères
Pour les mammifères, et notamment chez l'humain, le cloaque existe durant l'évolution embryonnaire et est primitivement séparé en un sinus urogénital et un canal anal par le pli de Tourneux sur lequel fusionnent les plis de Rathke, constituant ainsi le périnée.
La famille de mammifères des Chrysochloridae est la seule dont les espèces possèdent un cloaque avec l'ordre des Monotremata (ornithorynque).